# The Neighbors
The Neighbors (2012–2014) – amerykański serial komediowy science fiction stworzony przez Dana Fogelmana. Wyprodukowany przez ABC Studios, Kapital Entertainment i 17/28 Black, Inc.
Światowa premiera serialu miała miejsce 26 września 2012 roku na antenie ABC po serialu Współczesna rodzina.
10 maja 2013 ABC przedłużyło serial o drugi sezon.
9 maja 2014 ABC ogłosiła anulowanie serialu The Neighbors.

## Opis fabuły
Serial przedstawia losy rodziny Weaverów – Debbie (Jami Gertz) i Marty'ego (Lenny Venito), którzy wraz z trójką dzieci przeprowadzają się do New Jersey, gdzie kupili dom w pięknej i spokojnej dzielnicy Hidden Hills.

## Obsada
- Jami Gertz jako Debbie Weaver
- Lenny Venito jako Marty Weaver
- Simon Templeman jako Larry Bird
- Toks Olagundoye jako Jackie Joyner-Kersee
- Max Charles jako Max Weaver
- Isabella Cramp jako Abby Weaver
- Clara Mamet jako Amber Weaver
- Ian Patrick jako Dick Butkus
- Tim Jo jako Reggie Jackson

## Spis odcinków
| Światowa premiera | N/o | Angielski tytuł                      |
| ----------------- | --- | ------------------------------------ |
|                   |     |                                      |
| SERIA PIERWSZA    |     |                                      |
|                   |     |                                      |
| 26.09.2012        | 01  | Pilot                                |
|                   |     |                                      |
| 03.10.2012        | 02  | Journey to the Center of the Mall    |
|                   |     |                                      |
| 10.10.2012        | 03  | Things Just Got Real                 |
|                   |     |                                      |
| 17.10.2012        | 04  | Bathroom Etiquette                   |
|                   |     |                                      |
| 24.10.2012        | 05  | Halloween-ween                       |
|                   |     |                                      |
| 31.10.2012        | 06  | Larry Bird and the Iron Throne       |
|                   |     |                                      |
| 07.11.2012        | 07  | 50 Shades of Green                   |
|                   |     |                                      |
| 14.11.2012        | 08  | Thanksgiving Is for the Bird-Kersees |
|                   |     |                                      |
| 05.12.2012        | 09  | Merry Crap-Mas                       |
|                   |     |                                      |
| 12.12.2012        | 10  | Juan of the Dead                     |
|                   |     |                                      |